# صموئيل كيسي كارتر
صموئيل كيسي كارتر (بالإنجليزية: Samuel Casey Carter)‏ هو كاتب أمريكي، ولد في القرن العشرين في بيتسبرغ في الولايات المتحدة.